# Parlamentariusz

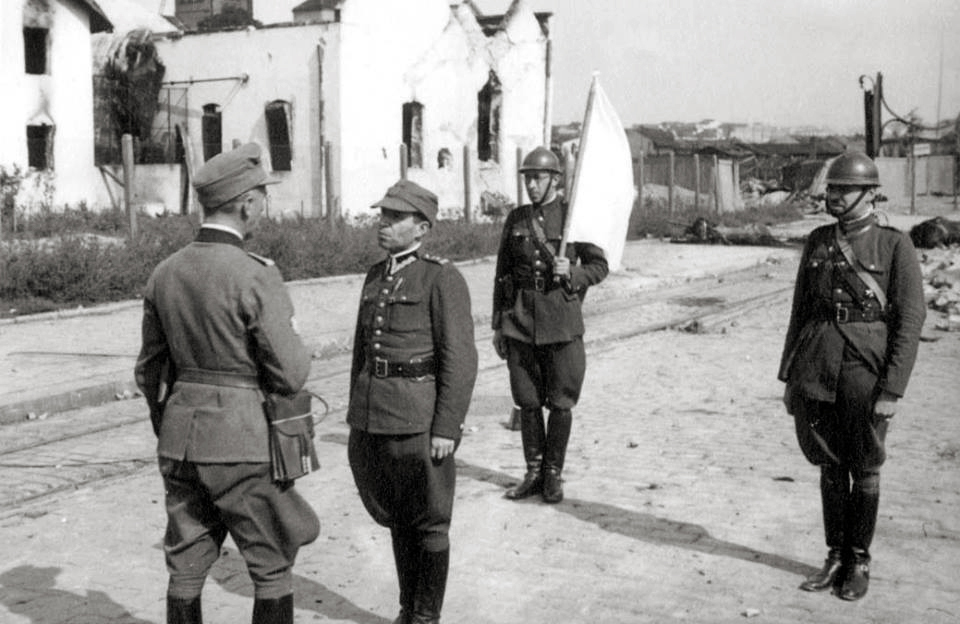
Parlamentariusze polscy na linii frontu we Lwowie w trakcie kampanii wrześniowej (18 września 1939)

Parlamentariusz (fr. parlementaire od parler, pol. mówić) – posłaniec strony walczącej kierowany do przeciwnika w celu prowadzenia rokowań.
Delegacja taka wyposażona jest zazwyczaj w białą flagę, co zgodnie z konwencjami wojennymi sygnalizuje żołnierzom przeciwnika, że niosący ją żołnierze nie podejmują działań bojowych. W związku z tym prawnie zabronione jest atakowanie ich. Po przekroczeniu linii frontu często nakazuje się założyć na oczy opaskę, uniemożliwiającą zapamiętanie topografii i rozmieszczenia wojsk przeciwnika. Zgodnie z konwencjami międzynarodowymi, po wykonaniu zadania (na przykład po przekazaniu propozycji kapitulacji) delegacja parlamentariuszy odsyłana jest z powrotem w kierunku własnych linii.
Prawnie zakazane jest udawanie zamiaru prowadzenia rokowań pod osłoną białej flagi lub udawanie poddania się.

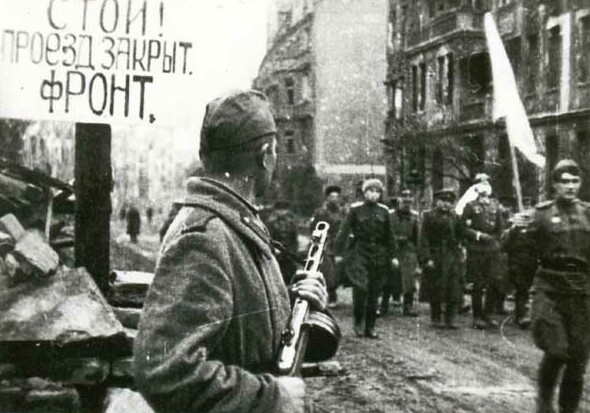
Parlamentariusze niemieccy (z przepaskami na oczach) w towarzystwie żołnierzy radzieckich przed kapitulacją Festung Breslau 6 maja 1945
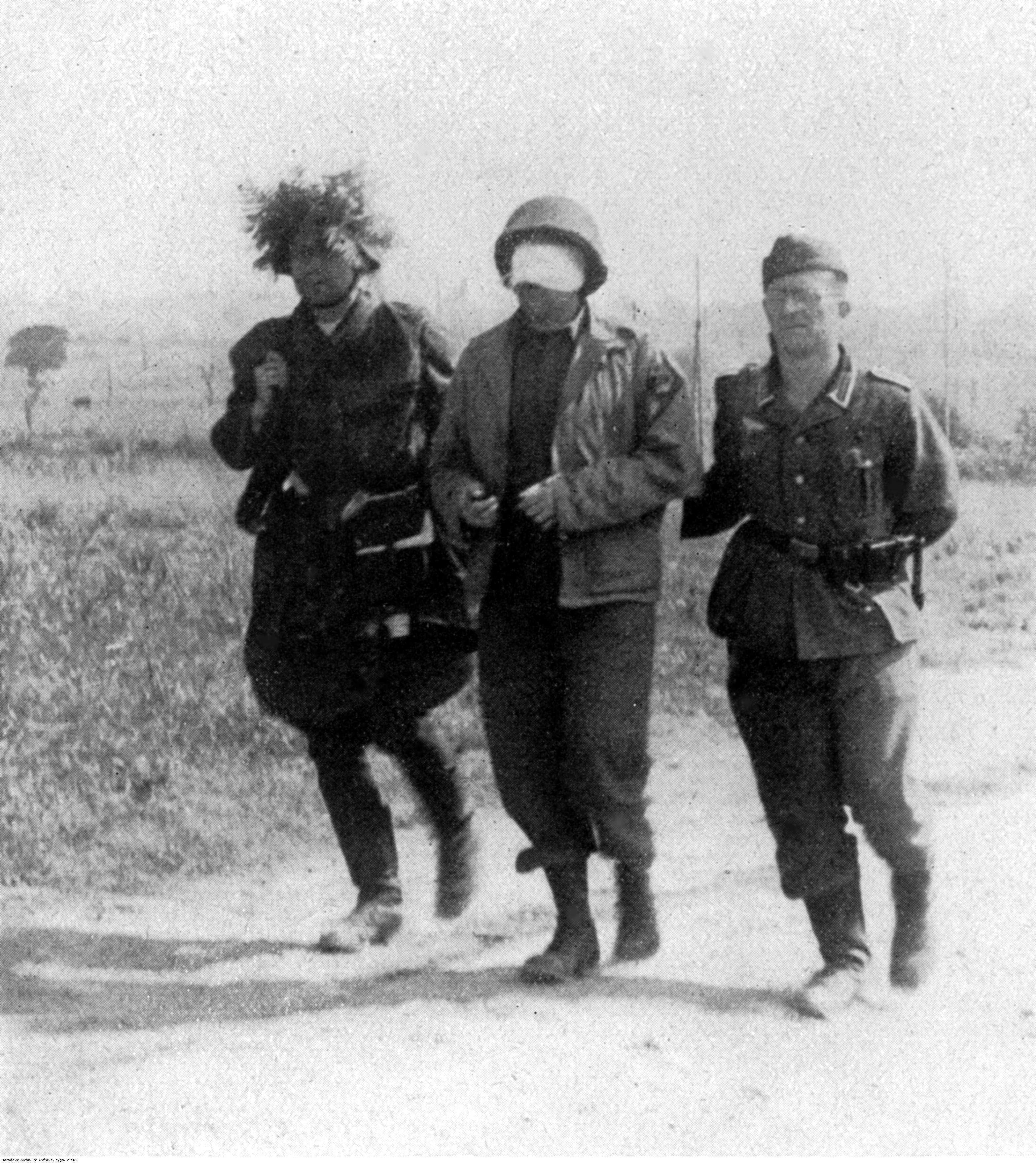
Amerykański parlamentariusz z zawiązanymi oczami prowadzony przez dwóch niemieckich żołnierzy (listopad 1944)